# Pinacoteca dello stato di San Paolo
Il Pinacoteca dello stato di San Paolo (in portoghese: Pinacoteca do Estado de São Paulo) è un museo d'arte situato a San Paolo in Brasile, che fu inaugurato il 24 dicembre del 1905. 
L'edificio occupato dalla Pinacoteca dello Stato di San Paolo è stato progettato da Ramos de Azevedo nel 1897, per ospitare originariamente la Scuola Superiore di Arti Applicate di San Paolo (Liceu de Artes e Ofícios de São Paulo), un'istituzione che mirava a formare tecnici e artigiani.